# سیگرید آگرن
سیگرید آگرن (فرانسوی: Sigrid Agren‎؛ زادهٔ ۲۴ آوریل ۱۹۹۱ ‏(۳۳ سال)) مدل اهل مارتینیک
فرانسه است. او نخستین بار در رقابت چهره برگزیده الیت سال ۲۰۰۶ به شهرت رسید.